# Neothomisme
Het neothomisme is een officieel door de Rooms-Katholieke Kerk aanbevolen filosofisch en theologisch leerstelsel, in hoofdzaak gebaseerd op de werken van Thomas van Aquino (thomisme), en sinds het midden van de 19e eeuw vernieuwd en aan eigentijds denken aangepast. Paus Leo XIII beval de studie van het thomisme in 1879 sterk aan voor katholieke theologen  (in de encycliek Æterni patris). Sindsdien vormde dit stelsel de filosofische grondslag van de katholieke leer inzake dogmatiek en moraal en maakte het thomisme een hernieuwde bloeiperiode door (neoscholastiek, neothomisme). Het neothomisme vormt de kern van de neoscholastiek. Deze stroming is het sterkst ontwikkeld in Frankrijk (mede door Joseph Maréchal) en België. Bekende vertegenwoordigers ervan zijn verder: Jacques Maritain, Étienne Gilson, André Marc, Erich Przywara, Johannes B. Lotz, Walter Brugger, Karl Rahner, Bernard Lonergan en Emerich Coreth. Het neothomisme moet worden onderscheiden van het thomisme in strikte zin, zoals dat thans vertegenwoordigd wordt door dominicanen als Réginald Garrigou-Lagrange en Santiago Ramirez. Enige analytisch geschoolde godsdienstfilosofen werken thans onder de noemer "Analytisch Thomisme", onder wie Alvin Plantinga.

## Thomisme en neothomisme

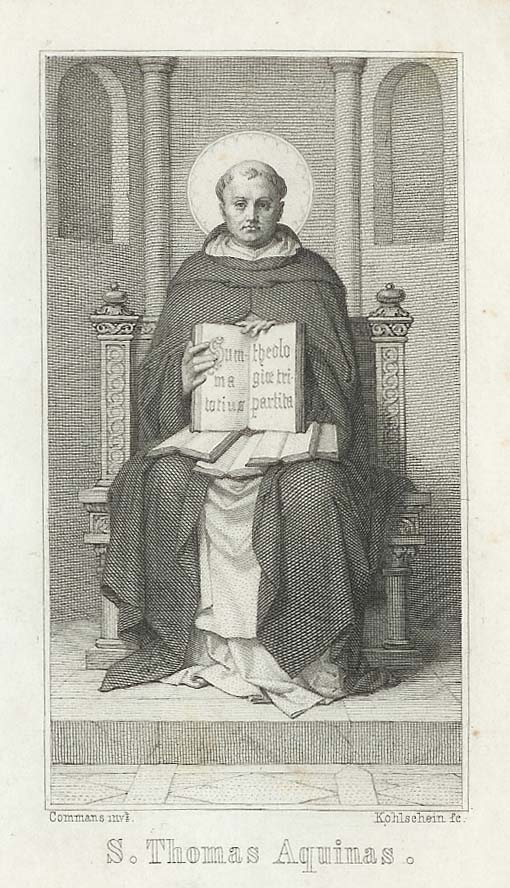
Thomas van Aquino

Het thomisme is gebaseerd op de werken van de Italiaanse dominicaan Thomas van Aquino, die te Parijs en ook elders doceerde. Deze kerkleraar was een van de hoofdfiguren van de scholastiek en de belangrijkste systematische denker in de middeleeuwen. Hij breidde de leer van Aristoteles uit door de christelijke beginselen daarop te funderen, hetgeen voor de theologie en wijsbegeerte een revolutionaire wending betekende. Via scholastieke methoden toont hij aan dat er geen fundamentele tegenstelling bestaat tussen natuur en genade, tussen geloof en rede. Volgens Thomas kunnen wij God kennen zowel op een natuurlijke als op een bovennatuurlijke wijze. Thomas bouwde de katholieke dogmatiek en moraal uit tot een groot systematisch geheel. Hij vatte de beginselen van het christelijk geloof samen in zijn hoofdwerk, de Summa Theologiae (1267-1273). 
Het neothomisme is een filosofie van 'na Kant' en geeft een nieuwe grondslag aan de metafysica van Thomas. Centraal staan het argument van de wedervergelding (retorsie) en van de oerbevestiging (affirmation absolute) van het Zijn, die de achtergrond vormen van elke oordelende uitspraak. Metafysische kernproblemen van Thomas, zoals de identiteit en de onderscheidenheid van de zijnden in het Zijn, alsmede het absolute Zijn zelf, worden hiermee in een nieuw licht gesteld. 

## Radboudleerstoelen
In Nederland viel deze wederopbloei van het thomisme samen met de opgang van het katholicisme, de expansie van de katholieke levensbeschouwing en de katholieke emancipatie, vooral in de eerste helft van de 20e eeuw. Ook in het academisch onderwijs kreeg het katholieke denken vanaf het begin van de 20e eeuw bij uitstek gestalte in het neothomisme. Verschillende dominicanen waren prominente representanten van deze stroming en doceerden de leer ook aan openbare universiteiten. Dit was mede een gevolg van de wijze waarop het katholieke element in het academisch onderwijs werd gestructureerd. 
Het waren de (neo-) thomistische leerstoelen te Amsterdam en Leiden, alsmede een soortgelijke aan de Rijksuniversiteit Utrecht, die tijdens de maatschappelijke ontplooiing in het interbellum de stem van het katholieke geloof, zijn theologie en zijn levensbeschouwing vertegenwoordigden op de strategisch belangrijke positie van de drie ‘klassieke’ universiteiten in de randstad. Deze bijzondere leerstoelen werden bekostigd door de Radboudstichting, opgericht in 1905, met als doel de katholieke levensbeschouwing te betrekken bij de vorming van studenten. Vele lichtingen katholieke studenten aan deze universiteiten volgden hier colleges in aanvulling op hun eigen studierichting, met het doel hun katholiciteit en levensbeschouwing te verdiepen. Met name voor de bètastudies bleven katholieke studenten in deze periode aangewezen op de openbare universiteiten, omdat de Katholieke Universiteit Nijmegen (geopend in 1923) pas in haar beginstadium verkeerde en nog slechts drie faculteiten kende. Anderzijds sloot juist de thomistische wijsbegeerte met haar gesloten systematiek, haar abstractie en deductieve aard goed aan bij de exacte denkwijze. ‘Voor deze studenten fungeerden de colleges en studiekringen van de bijzonder hoogleraren in Amsterdam (J.V. de Groot OP en R.R. Welschen OP), Leiden (eveneens Welschen) en Utrecht (J.Th. Beysens en I.J.M. van den Berg) als leerschool en referentiepunt’ (Winkeler (2005: 6)).

## Invloed

### België
Met de steun van Leo XIII introduceerde Désiré-Joseph Mercier vanaf 1875 het neothomisme in België. In 1882 kreeg Mercier een leerstoel thomistische wijsbegeerte in Leuven. De leerstoel kon Mercier in 1889 uitbouwen door de oprichting van het Hoger Instituut voor Wijsbegeerte (H.I.W.). Het H.I.W. vormde geruime tijd een van de belangrijkste ankerpunten voor het neothomisme. Tot vlak na de Tweede Wereldoorlog stond door het werk van Joseph Maréchal het neothomisme centraal in het wijsgerig en theologisch onderzoek en onderwijs aan de Katholieke Universiteit Leuven. Vanaf de jaren vijftig begon de invloed van het neothomisme onder druk van de existentiële fenomenologie sterk af te nemen. Vandaag heeft het neothomisme geen noemenswaardige positie meer aan het H.I.W en de faculteit theologie. Wel bleef het neothomisme sterker verder leven aan de Franstalige kant na de splitsing van de universiteit.

### Nederland
De leerstoel voor thomistische wijsbegeerte aan de Universiteit van Amsterdam hadden de bisschoppen al in 1894 gevestigd.  Het was dan ook geen bijzondere (Radboud-)leerstoel, maar een kerkelijke, aan de Theologische Faculteit. Later werd zij niettemin als een Radboudleerstoel opgevat. De eerste bekleder was de dominicaan J.V. de Groot, tot aan diens overlijden in 1922. Zijn ordegenoot Welschen werd in 1923 door het Nederlands episcopaat aangewezen als De Groots opvolger te Amsterdam, waarna hij in 1925 tevens belast werd met een soortgelijke leeropdracht in de nieuw opgerichte leerstoel aan de Rijksuniversiteit Leiden. Welschen bleef tot aan zijn overlijden in 1941 aan beide universiteiten werkzaam. Zijn loopbaan omspande aldus bijna het gehele interbellum.
De Franse filosoof en neothomist Jacques Maritain had in het interbellum grote invloed op jonge katholieke intellectuelen, met name rond het literaire tijdschrift De Gemeenschap.
In de roerige jaren zestig verflauwde de belangstelling voor het thomisme, vooral te Utrecht. In de filosofie kwamen het existentialisme en de fenomenologie in de mode, in de theologie Teilhard de Chardin, het panentheïsme en de procestheologie. Te Amsterdam echter bleef de thomistische traditie nagenoeg onafgebroken. Welschen werd in 1942 opgevolgd door Caspar Friethoff, die in 1951 op eigen verzoek werd ontslagen. Zijn opvolger B.A.M. Barendse OP was thomistisch hoogleraar tussen 1951 en 1973. Bij diens opvolger Th.J.F.M. van Velthoven verdween de term 'thomistische wijsbegeerte' uit de leeropdracht; Van Velthoven was actief van 1980 tot zijn overlijden in 1986. Van Velthoven werd opgevolgd door respectievelijk Ad Peperzak (1988-1991), A.J. Leijen (1994-1998) en Rudi te Velde (1998-). In Leiden werd de Radboud-leerstoel na Welschen bezet door P.H. van Laer (1946-1976), Paul van Tongeren (1986-1991), Ilse Bulhof (1991-1997), en Edith Brugmans (1998-2013).